# Who We Are Instead
Who We Are Instead é o sexto álbum de estúdio da banda Jars of Clay, lançado a 4 de Novembro de 2003.
O disco atingiu o nº 103 da Billboard 200 e o nº 4 do Top Christian Albums.

## Faixas

### Edição regular
1. "Sunny Days" - 3:30
2. "Amazing Grace" (feat. Ashley Cleveland) - 5:18
3. "Lonely People" (Cover de America) - 2:45
4. "Only Alive" - 4:04
5. "Trouble Is" - 3:50
6. "Faith Enough" - 5:24
7. "Show You Love" - 3:33
8. "Lesser Things" - 4:36
9. "I'm In The Way" - 2:33
10. "Jesus Blood Never Failed Me Yet" (Cover de Gavin Bryars) - 3:39
11. "Jealous Kind" (feat. Ashley Cleveland) - 4:10
12. "Sing" - 4:11
13. "My Heavenly" - 3:29

### Edição especial
Disco 1
1. "Sunny Days" - 3:30
2. "Amazing Grace" (feat. Ashley Cleveland) - 5:18
3. "Lonely People" - 2:45
4. "Only Alive" - 4:04
5. "Trouble Is" - 3:50
6. "Faith Enough" - 5:24
7. "Show You Love" - 3:33
8. "Lesser Things" - 4:36
9. "I'm In The Way" - 2:33
10. "Jesus Blood Never Failed Me Yet" - 3:39
11. "Jealous Kind" (feat.Ashley Cleveland) - 4:10
12. "Sing" - 4:11
13. "My Heavenly" - 3:29

Disco 2
1. "Tonight" - 3:42
2. "Shipwrecked" - 2:58